# Tháp Bánh Ít

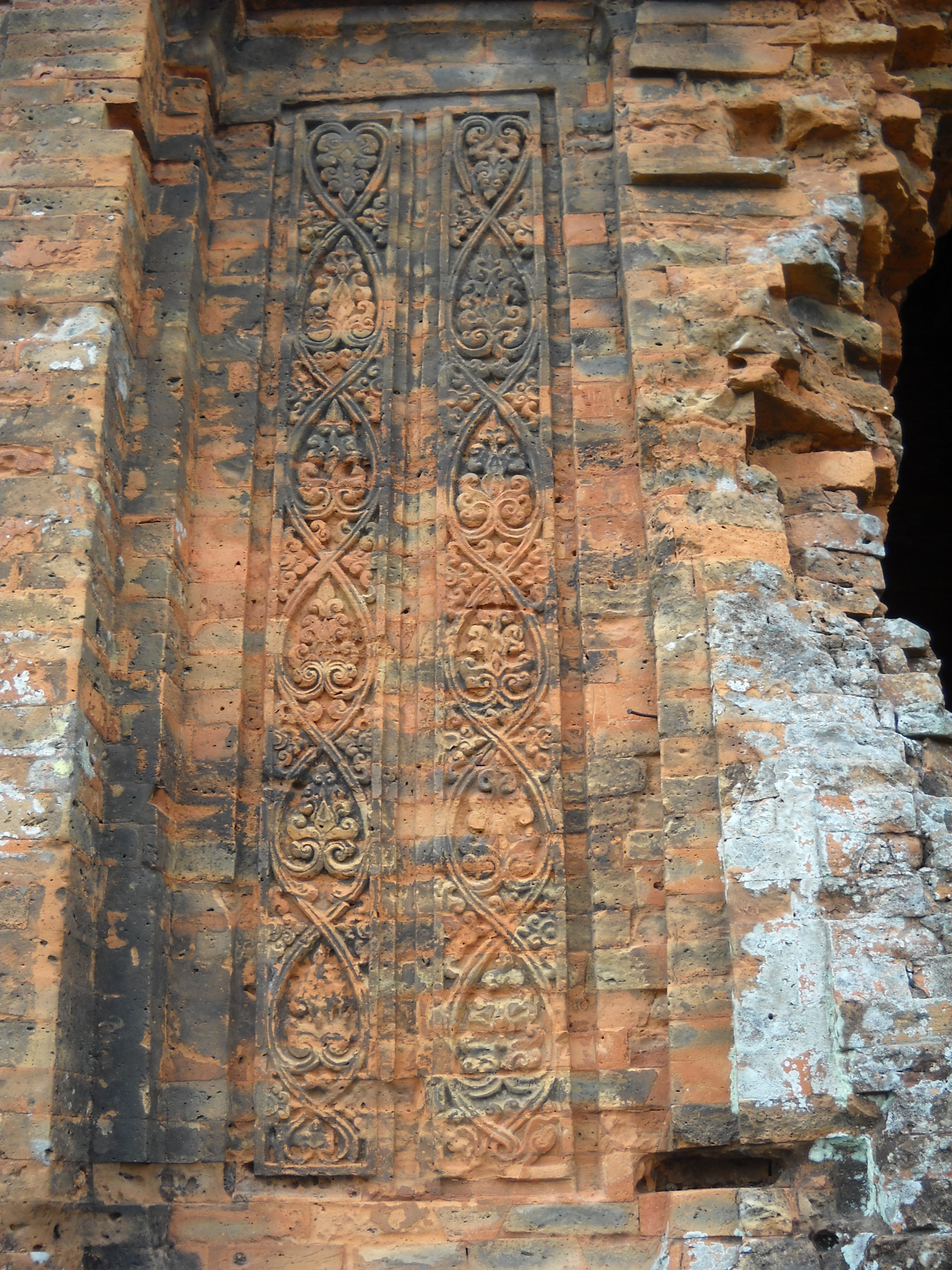
Trang trí cửa giả tại thân tháp

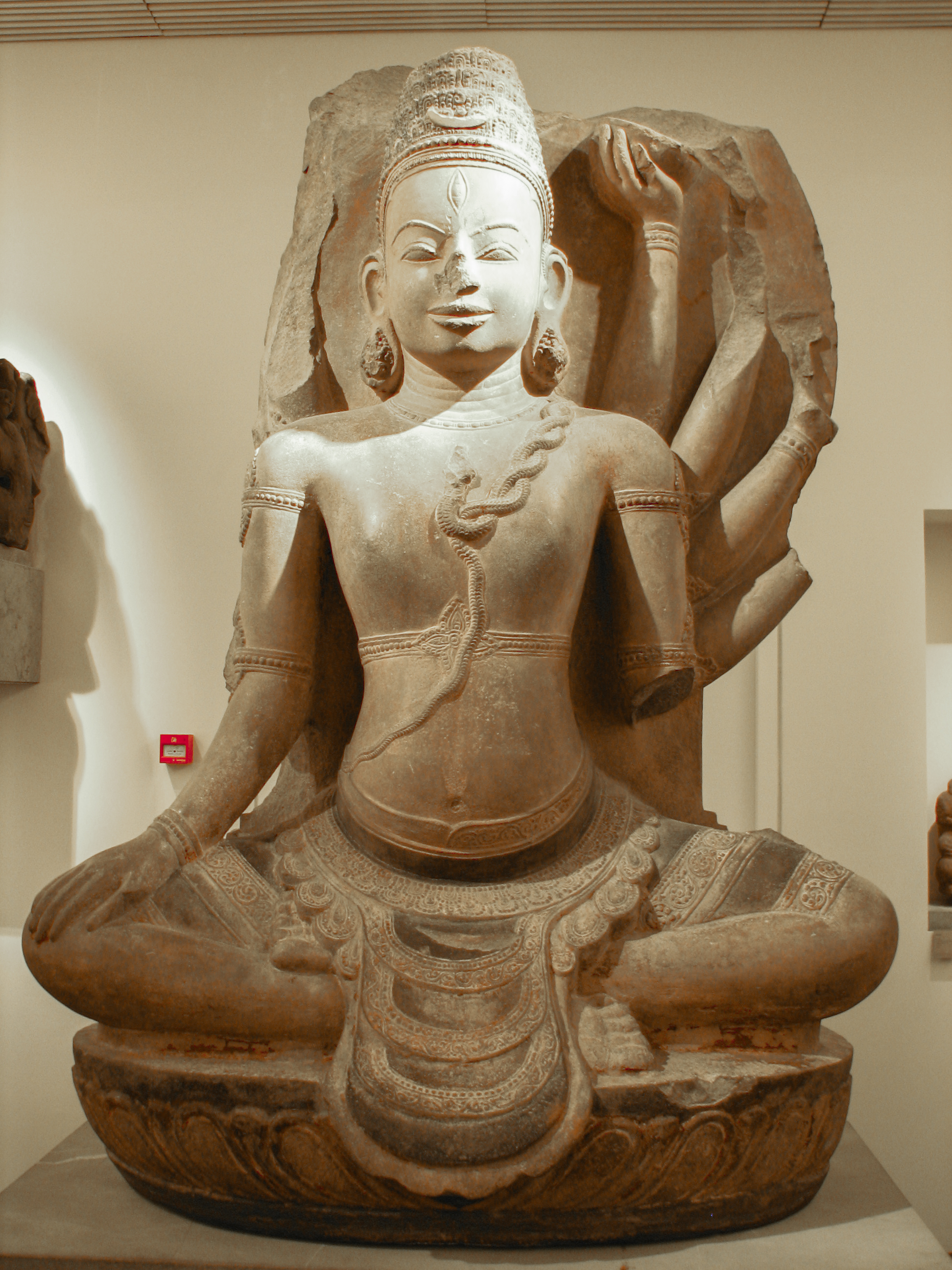
Tượng Siva của Tháp Bánh Ít, nay là hiện vật của Bảo tàng Guimet, Pháp.

Tháp Bánh Ít còn có tên gọi là tháp Bạc còn trong tiếng J'rai là YANG MTIAN là một cụm các tháp cổ Chăm Pa, hiện nay nằm trên một ngọn đồi tại thôn Đại Lộc, xã Phước Hiệp, huyện Tuy Phước, tỉnh Bình Định. Kiến trúc tháp thuộc phong cách chuyển tiếp từ phong cách Mỹ Sơn A1 sang phong cách Bình Định.

## Hiện trạng
Hiện ở cụm tháp Bánh Ít có tháp chính, tháp mái và tháp cổng. Đường lên cụm tháp ở phía đông mà bắt đầu là tháp cổng, đằng sau tháp cổng là các tầng, các lớp những phế tích đổ nát, chếch về hướng đông - nam có một tháp gạch lớn như tháp cổng. Tháp cổng và tháp đông - nam này là hai kiến trúc hiện còn ở vòng ngoài hay tầng ngoài cùng của khu tháp Bánh Ít
Ngay đằng sau tháp cổng, trên nền tầng thứ nhất hiện còn dấu tích của một tòa nhà chạy dọc theo hướng đông - tây và đối diện với ngọn tháp chính bên trên
Sau tòa nhà dài là một lối tam cấp rất dốc dẫn lên tầng kiến trúc bên trên và tới một con đường đi thẳng tới ngôi tháp chính, hiện nay ở tầng trên cùng của quả đồi chỉ còn lại hai kiến trúc gạch đó là tháp thờ trung tâm và tòa tháp mái cong hình yên ngựa ở phía nam. Bao quanh khu kiến trúc trên cùng này là một vòng đai đường mà giờ chỉ còn lại dấu tích của những ổ gạch

## Kiến trúc
Nếu đem từng kiến trúc ra để so sánh thì từng ngôi tháp của Bánh Ít không phải là lớn, nhưng tháp Bánh Ít không phải chỉ từng ngôi tháp mà còn là các lớp kiến trúc, là cả quả đồi tự nhiên cao 75 mét, vì thế tuy từng kiến trúc không lớn lắm nhưng tổng thể kiến trúc Bánh Ít khá đồ sộ và hùng vĩ.
Ngôi tháp chính có vẻ đường bệ và hoành tráng của các kiến trúc: các cột ốp, các đường gồ nhô ra dọc các mặt tường, các của vòm và của giả hình mũi lao nhọn đồ sộ, có những nét thanh tú của đường nét, những nét hoa là trên các diềm mái, những cảnh ca múa trên các mặt vòm các cửa giả làm cả khối kiến trúc như đang tiếp xúc với người xem.
Sang ngôi tháp mái cong hình yên ngựa ở phía nam tháp chính, gồm những hình người, hình thú, hình chim ở dưới chân tháp đang ưỡn người, khuỳnh chân, dùng hai tay như nâng bổng cả tòa tháp lên, mái tháp cong hình yên ngựa như xoè cánh bay, trên mặt tường của kiến trúc, các nghệ sĩ Chăm xưa đã tô điểm bằng những băng, những ô hình hoa lá.
Xuống tầng kiến trúc phía dưới, tháp cổng có hình dáng và cấu trúc giống như tháp chính, nhưng nhỏ hơn, ít các chi tiết trang trí hơn, còn ngôi tháp đông - nam có những hình quả bầu lọ trên các tầng với các khối cong nhịp nhàng đã che khuất và làm mềm đi những đường nét và hình khối kỷ hà cứng cỏi, khô khan và nhờ vậy tòa kiến trúc dịu hơn, có nhịp điệu hơn.
Mặc dù mỗi kiến trúc ở Bánh Ít có một dáng vẻ riêng, nhưng tất cả chúng đều có những nét chung, đặc trung cho cả quần thể, đó là sự thắng thế của tính hoành tráng và ngôn ngữ của khối lớn

## Lịch sử
Tháp được xây dựng vào khoảng cuối thế kỷ 11, đầu thế kỷ 12, trong giai đoạn phong cách chuyển tiếp từ phong cách Mỹ Sơn A3 và phong cách Bình Định.